# Найкращий актор (премія Гоя)
Детальніші відомості з цієї теми ви можете знайти в статті Премія Гоя.

## Лауреати
- 1987 — Фернандо Фернан Гомес (за роль в фільмі «Мамбру пішов на війну»)
- 1988 — Альфредо Ланда (за роль в фільмі «Живий ліс»)
- 1989 — Фернандо Рей (за роль в фільмі «Зимовий щоденник»)
- 1990 — Хорхе Санс (за роль в фільмі «Якщо тобі скажуть, що я загинув»)
- 1991 — Андрес Пахарес (за роль в фільмі «Ай, Кармела!»)
- 1992 — Фернандо Гільєн (за роль в фільмі «Дон Жаун в пеклі»)
- 1993 — Альфредо Ланда (за роль в фільмі «Свиня»)
- 1994 — Хуан Ечанове (за роль в фільмі «Матьхільда»)
- 1995 — Кармело Гомес (за роль в фільмі «Лічені дні»)
- 1996 — Хав'єр Бардем (за роль в фільмі «Лице в лице»)
- 1997 — Сантьяго Рамос (за роль в фільмі «Як блискавка»)
- 1998 — Антоніо Ресінес (за роль в фільмі «Щаслива зірка»)
- 1999 — Фернандо Фернан Гомес (за роль в фільмі «Дідусь»)
- 2000 — Франсіско Рабаль (за роль в фільмі «Гойя в Бордо»)
- 2001 — Хуан Луїс Гальярдо (за роль в фільмі «Сердечне прощання»)
- 2002 — Едуард Фернандес (за роль в фільмі «Фауст 5.0»)
- 2003 — Хав'єр Бардем (за роль в фільмі «В понеділок під сонцем»)
- 2004 — Луїс Тосар (за роль в фільмі «Віддам тобі свої очі»)
- 2005 — Хав'єр Бардем (за роль в фільмі «Море всередині»)
- 2006 — Оскар Хаенада (за роль в фільмі «Камарон» / Camarón)
- 2007 — Хуан Дієго (за роль в фільмі «Йди від мене» / Vete de mí)
- 2008 — Альберто Сан Хуан (за роль в фільмі «Під зірками» / Bajo las estrellas)
- 2009 — Бенісіо дель Торо (за роль в фільмі «Че: Аргентинець» / Che: El argentino)
- 2010 — Луїс Тосар (за роль в фільмі «Камера 211» / Celda 211)
- 2011 — Хав'єр Бардем (за роль в фільмі «Б'ютифул» / Biutiful)
- 2012 — Хосе Коронадо (за роль в фільмі «Не буде миру нечестивим» / No habrá paz para los malvados)
- 2013 — Хосе Сакрістан (за роль в фільмі «Мертвий і щасливий» / El muerto y ser feliz)
- 2014 — Хав'єр Камара (за роль в фільмі «Легко жити з заплющеними очима» / Vivir es fácil con los ojos cerrados)
- 2015 — Хав'єр Гутьєррес Альварес (за роль в фільмі «Мініатюрний острів» / La isla mínima)
- 2016 — Рікардо Дарін (за роль в фільмі «Трумен‎‎» / Truman)
- 2017 — Роберто Аламо (за роль у фільмі «Пробач нас, господи» / Que Dios nos perdone)